# Юркі (Мазовецьке воєводство)
Юркі (пол. Jurki) — село в Польщі, у гміні Пневи Груєцького повіту Мазовецького воєводства.
Населення — 264 особи (2011).
У 1975-1998 роках село належало до Радомського воєводства.

## Демографія
Демографічна структура станом на 31 березня 2011 року:
|          | Загалом | Допрацездатний вік | Працездатний вік | Постпрацездатний вік |
| -------- | ------- | ------------------ | ---------------- | -------------------- |
| Чоловіки | 137     | 57                 | 73               | 7                    |
| Жінки    | 127     | 40                 | 68               | 19                   |
| Разом    | 264     | 97                 | 141              | 26                   |